# Duc de Guinea
El duc de Guinea, també conegut com a mussol Nduk o mussol de Fraser (Ketupa poensis; syn: Bubo poensis), és una espècie d'ocell de la família dels estrígids (Strigidae). Es troba a l'Àfrica equatorial y petits enclaus de Tanzània. El seu estat de conservació es considera de risc mínim.

## Taxonomia
Anteriorment es considerava el duc de Guinea com a pertanyent al gènere Bubo. Però el Congrés Ornitològic Internacional, en la seva llista mundial d'ocells (versió 13.1, 2023) decidí traslladar al gènere Ketupa 9 espècies que estaven classificades dins de Bubo, entre les quals el duc de Guinea. Tanmateix, altres obres taxonòmiques, com el Handook of the Birds of the World i la quarta versió de la BirdLife International Checklist of the birds of the world (Desembre 2019), el consideren encara dins de Bubo.
Un any abans, el COI habia degradat el duc dels Usambara al rang de subespècie del duc de Guinea (B. poensis vosseleri) al demostrar-se que les vocalitzacions no són sensiblement diferents. Aquest criteri ja era seguit pel Handook of the Birds of the World i la quarta versió de la BirdLife International Checklist of the birds of the world (Desembre 2019).

## Distribució
Es troba estès per l'Àfrica equatorial, fins a Costa d'Ivori pel nord i Angola pel sud, des del nivell del mar fins als 1.600 metres d'elevació.

## Alimentació
S'alimenta de petits vertebrats.

## Mida
De longitud assoleix els 42 cm. Les femelles, més grans que els mascles, arriben a pesar fins a 653 grams.